# هیچ‌انگاری
در فلسفه، هیچ‌اِنگاری به معنای انکار معنی و ارزش برای هستی جهان است.
هیچ‌انگاری یا نیهیلیسم برگرفته از کلمه لاتین nihil به معنای هیچ است که اولین بار توسط
فریدریش هاینریش یاکوبی ابداع و وارد ادبیات فلسفی جهان گردید.
به گفتار نیچه، نیهیلیسم یا هیچ انگاری به معنای بی‌ارزشی ارزش‌ها نیست؛ بلکه به معنای بی‌ارزش شدن ارزش‌ها است.
هیچ انگاری، به هر نوع دیدگاه فلسفی گفته می‌شود که وجود یک بنیان عینی (ابژکتیو) برای نظام ارزشی بشر را رد می‌کند. این اندیشه معمولاً در ارتباط نزدیک با بدبینی عمیق و شک‌گرایی رادیکال است.
شاید بتوان گرگیاس، سوفیست یونانی قرن پنجمِ پیش از میلاد را نخستین اندیشمند نیهیلیست دانست؛ اما فریدریش ویلهلم نیچه، فیلسوف آلمانی قرن نوزدهم، بیش از هرکس دیگر، به نقد باورهای هیچ انگارانه پرداخت. وی نیهیلیسم را به عنوان یک پدیده شایع در فرهنگ غربی، شناسایی کرد، و معتقد بود که پیامدهای نابودگر آن، در نهایت تمامی احکام اخلاقی، مذهبی و متافیزیکی را به تباهی خواهد کشاند و بزرگ‌ترین بحران تاریخ بشر را رقم خواهد زد.
از دیدگاه نیچه، نیهیلیسم عبارت است از انکار زندگی و جهان گذران به نام حقایق جاویدان و ثابت.
در قرن بیستم، بسیاری از هنرمندان، منتقدان و فیلسوفان تم‌های نیهیلیستی همچون ناتوانی معرفت‌شناسی، تخریب ارزش‌ها و بی‌معنایی دنیا را در آثار خود مطرح کرده‌اند. در میانه‌های قرن بیستم، جنبش اگزیستانسیالیسم تلاش کرد انگاره‌های نهیلیستی را به گونه‌ای ترویج کند که جنبهٔ مخرب آن از میان برود.

## تاریخچه
هیچ انگاری در میانه‌های قرن نوزدهم در روسیه، به عنوان مکتبی مطرح شد که با تمام اشکال زیبایی‌شناسی، مخالف است و فقط از کاربردگرایی و خردگرایی علمی دفاع می‌کند. ایوان تورگینف در رمان مشهور پدران و پسران در سال ۱۸۶۲ این واژه را در توصیف شخصیت بازاروف به کار برد و کلمه نیهیلیسم را به شهرت عمومی‌رساند.
نیهیلیست‌ها یک جنبش سیاسی با سازماندهی کم بودند که از سال ۱۸۶۰ در دوران حکومت الکساندر دوم تا انقلاب اکتبر ۱۹۱۷ در صحنهٔ سیاست روسیه فعالیت داشتند. آن‌ها اقتدار دولت، کلیسا و خانواده را به چالش کشیده و هوادار نظمی اجتماعی بودند که بر پایه خردگرایی و ماتریالیسم به عنوان تنها منبع شناخت، سامان یافته و آزادی‌های فردی مهم‌ترین هدف آن باشد. نیهیلیست‌ها رفته‌رفته به سوی خرابکاری و آشوب کشیده شده و در اواخر دهه ۱۸۷۰، تمام گروه‌های سیاسی که از ترور و ارعاب بهره می‌بردند نیهیلیست نامیده می‌شدند.
این تفکّر در نتیجهٔ ویرانی‌های حاصل از دو جنگ جهانی اروپا رشد گسترده‌ای کرد. امروزه یکی از مهم‌ترین جریان‌های نیهیلیسم، هیچ انگاری اگزیستانسیال است. هیچ انگاری اگزیستانسیال یک دکترین فلسفی است که زندگی را بدون معنا و هدف خارجی یا ارزش‌های اخلاقی درونی می‌داند. هرچند بسیاری از اگزیستانسیالیست‌ها خود را خارج از محدوده هیچ انگاری قرار می‌دهند.
نیهیلیسم بیانگر فرم خامی از پوزیتیویسم و ماتریالیسم است، انقلابی علیه نظم برپای اجتماعی و مخالفت با تمامی منابع قدرت ناشی از حکومت، کلیسا یا خانواده. پایه این تفکر هیچ چیز جز حقایق علمی نیست. از آنجا که آن‌ها ماهیت دوگانه شامل جسم و روح برای انسان قائل نبودند مورد یورش‌های خشنی از سوی قدرت کلیسا قرار می‌گرفتند. از سویی به علت مورد پرسش قرار دادن حق‌الهی پادشاهان وارد دعوای مشابهی با قدرتهای سکولار شدند.